# Albert Joire-Noulens
Albert Joire-Noulens, né Albert-Charles Joire à Paris le 8 avril 1915 et mort le 3 juillet 2010 dans la même ville, est un militaire français. Amiral, il est chef d'état-major de la Marine du 14 juillet 1974 au 31 juillet 1976.

## Biographie

### Origine et formation
Albert-Charles Joire naît dans le 17e arrondissement de Paris, le 8 avril 1915, de Maurice Joire et Cécile Cerieix,. Par décret du 26 mars 1938, il fait changer son nom, ainsi que celui de son épouse et de sa fille, en « Joire-Noulens »,.
Il entre à l'École navale le 1er octobre 1935, en remplacement d'un élève démissionnaire. Il est nommé aspirant de Marine le 1er octobre 1936, et enseigne de vaisseau de 2e classe l'année suivante, le 1er octobre 1937. Son année d'école d'application sur le croiseur Jeanne d'Arc a lieu en 1938. Il est ensuite affecté au port de Cherbourg et choisit de servir dans les forces sous-marines.
Il est également diplômé de l’École libre des sciences politiques (section diplomatique, 1944).

### Carrière militaire
Enseigne de vaisseau de 1re classe à compter du 1er octobre 1939, Albert Joire-Noulens commence sa carrière à bord du sous-marin Aréthuse de 1939 à 1942. Il sert ensuite sur deux navires sabordés à Toulon le 27 novembre 1942 : le Strasbourg d'août à septembre 1942, puis le Colbert en novembre, en tant qu'adjoint au chef du service transmission. De 1943 à 1947, il est officier en second de La Créole. Il est promu lieutenant de vaisseau en mai 1944. Par décret du 16 juin 1947, il est nommé commandant de l'Archimède, poste qu'il occupe jusqu'en 1949,.
En 1950, il est nommé chef de cabinet de l'amiral chef de la délégation française au Comité militaire permanent du groupe OTAN Méditerranée occidentale. Promu capitaine de corvette en octobre 1951, il devient stagiaire de l'École supérieure de guerre navale. Il exerce ensuite comme chef d'état-major des forces fluviales d'Indochine sud de 1952 à 1954, et devient commandant du destroyer Kabyle de 1955 à 1956.
Il intègre ensuite le bureau des études générales de l’état-major général des armées de 1956 à 1959, où le général d'armée Paul Ély lui confie le suivi des affaires nucléaires. Il est promu capitaine de frégate en 1958.
De 1959 à 1960, il est chef du bureau opérations de l'état-major de l'amiral commandant en chef les forces françaises en Méditerranée (CECMED). Il est ensuite nommé à la tête de la première escadre de sous-marins de 1960 à 1961. En 1961, il prend le commandement de l’escorteur Agenais et de la première division d’escorteurs rapides. Il est ensuite professeur à l'École supérieure de guerre navale pendant l'année 1962-1963, au cours de laquelle il est promu capitaine de vaisseau. De 1963 à 1965, il intègre le bureau des études générales de l’état-major de la marine.
Albert Joire-Noulens est ensuite nommé commandant de l'École navale de 1965 à 1967, puis de l'École d’application militaire de l’énergie atomique de 1967 à 1969.
Il est promu contre-amiral en 1969 et devient adjoint du sous-chef d'état-major « matériel » de l’état-major de la marine. À ce poste, il est chargé du projet « Cœlacanthe » (ce qui lui vaut le surnom « amiral Cœlacanthe ») et supervise directement la « programmation des premiers SNLE et la conception des systèmes d’armes associés tout d’abord, la construction des grandes infrastructures ensuite, dont l’Île longue est un des principaux éléments, la sélection et la formation des personnels enfin sont autant de chantiers qui ont alors significativement progressé ». La fonction exacte est représentant du chef d'état-major de la Marine au groupe opérationnel du Comité directeur du projet Cœlacanthe.
Il est ensuite nommé commandant des forces sous-marines (ALSOUMAR) le 1er février 1971, dans un contexte marqué par la perte de la Minerve en 1968 et celle de l'Eurydice en 1970. Deux semaines après sa prise de fonction, un accident est évité de justesse sur le Flore. Interrogé au début du XXIe siècle par le Service historique de la défense, Albert Joire-Noulens indique que ces incidents majeurs causent alors des problèmes de recrutement et des tensions importantes au sein des forces sous-marines.
Il devient enfin le commandant de la Force océanique stratégique (ALFOST) à sa création le 1er mars 1972 (la FOST étant alors composée uniquement des SNLE). Il est promu vice-amiral le 1er août 1972 et élevé aux rang et appellation de vice-amiral d’escadre le 1er février 1974.

### Chef d'état-major de la Marine
Le 3 juillet 1974, Albert Joire-Noulens est nommé en conseil des ministres chef d'état-major de la Marine et élevé aux rang et appellation d'amiral à compter du 14 juillet 1974. Durant son commandement, il mène une politique de « rajeunissement des cadres et engage la féminisation de la Marine ». Il supervise également le déplacement d'une partie de la flotte française depuis l'arsenal de Brest au port militaire de Toulon en décembre 1974.
Il cherche également à démontrer que « la Marine donne lorsqu’il y a urgence »,. Ainsi, au début de 1975, il ordonne au navire-école la Jeanne d'Arc, alors qu'elle approche de son port d'attache de Brest, de faire demi-tour pour rejoindre le Liban où la « Guerre de deux ans » vient d'éclater. La même année, devançant son admission au service actif de plusieurs semaines, il envoie la frégate Tourville dans l'archipel des Comores, qui a proclamé unilatéralement son indépendance de la France le 6 juillet 1975.
Il fait ses adieux aux armes le 29 juin 1976, lors d'une cérémonie dans la rade de Brest, au cours de laquelle l'escorteur Kersaint le salue de dix-neuf coups de canon. Il quitte ses fonctions le 31 juillet 1976.

### Carrière civile et retraite
Albert Joire-Noulens est nommé conseiller d’État en service extraordinaire du 1er août 1976 au 7 octobre 1980. Il est également maire de la commune de Jaunay-Clan dans la Vienne de 1977 à 1983.
Il donne une série d'entretiens enregistrés par le Service historique de la défense le 30 novembre 2000, les 4 et 12 décembre 2000 et les 15 et 22 février 2001 (fonds de la Marine, sous-série GG9, cote 1GG9).

### Mort
Albert Joire-Noulens meurt le 3 juillet 2010 à l'hôpital d'instruction des armées du Val-de-Grâce dans le 5e arrondissement de Paris. Une cérémonie d'hommage, présidée par l'amiral Pierre-François Forissier, alors chef d'état-major de la Marine, a lieu aux Invalides. Il est ensuite inhumé à Jaunay-Clan le 8 juillet 2010.

## Grades militaires
Les dates d'avancement d'Albert Joire-Noulens sont données dans sa notice bibliographique dans l'inventaire de la sous-série GG9 du Service historique de la défense.
- 1er octobre 1935 : aspirant de Marine.
- 1er octobre 1937 : enseigne de vaisseau de 2e classe.
- 1er octobre 1939 : Enseigne de vaisseau de 1re classe.
- 15 mai 1944 : lieutenant de vaisseau.
- 9 octobre 1951 : capitaine de corvette.
- 1er juin 1958 : capitaine de frégate.
- 1er mai 1963 : capitaine de vaisseau.
- 1er août 1969 : contre-amiral.
- 1er août 1972 : vice-amiral.
- 1er février 1974 : vice-amiral d’escadre.
- 1er août 1974 : amiral.

## Décorations
La liste des décorations d'Albert Joire-Noulens est dans sa notice bibliographique dans l'inventaire de la sous-série GG9 du Service historique de la défense.
- Grand officier de la Légion d'honneur.
- Grand-croix de l'ordre national du Mérite.
- Croix de guerre 1939–1945.
- Croix de guerre des Théâtres d'opérations extérieurs.
- Commandeur de l'ordre du Mérite maritime.
- Commandeur avec épées pro Merito Melitensi.